# Artillerie-Saebel n/A

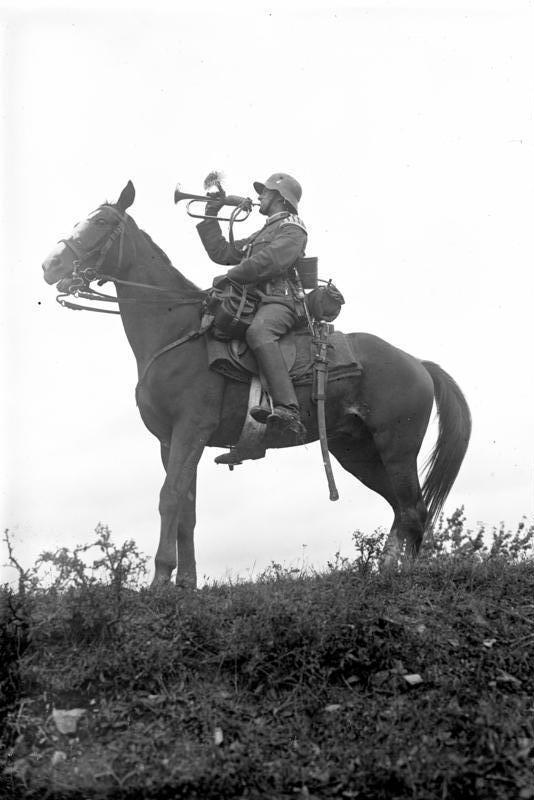
Сурмач Рейхсверу, 1932 р.

Artillerie-Saebel n/A — прусська та німецька артилерійська шабля, прийнята на озброєння в 1896 році. Окрім Німеччини, перебувала на озброєнні також і в інших країнах, зокрема в Польщі та Литві.

## Історія
У 1896 році на озброєння німецької кінної артилерії, обозних та повітроплавних частин приймається новий зразок шаблі. Після Першої світової війни вона використовувалась у кавалерійських підрозділах Рейхсверу як основний зразок, з 1933 — вермахту, у тому числі під час Другої світової війни, окрім періоду 1940–1943 років, коли шаблі тимчасово знімались з озброєння, також у кінній поліцейській варті — до 1936 року. У Рейхсвері шабля отримала в 1920 році назву нім. Saebel fuer Berittene (шабля для кінних), з 1921 року — Mannschaftssaebel (шабля рядових).
Значну кількість Artillerie-Saebel n/A використовували поляки — у 1917 році шаблі цього зразка, як і інші, отримав т. зв. «польський вермахт», пізніше, у 1918 році, деяку кількість було захоплено на німецьких складах. На 1 липня 1938 року в польському війську лічилось, у тому числі на складах, 27235 німецьких кавалерійських та артилерійських шабель, що складало більш як половину загальної кількості шабель у війську — близько 50000. У польському війську Artillerie-Saebel n/A отримала назву «шабля зразка 1896 року».
Частини Війська Польського, які мали на озброєнні шаблю зразка 1896 року:
- 1-й полк уланів Креховецьких[pl] (половина полку) — до 1936 року
- 5-й полк уланів Заславських[pl] — до 1928 року
- 9-й полк Малопольських уланів — 1932–1935 роки, згідно з іншими даними[4] — до 1939 року
- 14-й полк уланів Язловецьких[pl] — до 1939 року[4]
- 15-й полк уланів Познанських[pl] — 1920–1938 роки
- 17-й полк уланів Великопольських[pl] — до 1939 року[4]
- 18-й полк уланів Поморських[pl] — 1920–1933 роки
- 25-й полк уланів Великопольських[pl] — 1920–1937 роки
- 26-й полк уланів Великопольських[pl] — 1920 — березень 1931 року
- 4-й полк кінних стрільців[pl] — 1923 рік
- 6-й полк кінних стрільців[pl] — до 1935 року
- 7-й полк кінних стрільців[pl] — 1927 — липень 1932 року
- 9-й полк кінних стрільців[pl] — 1936 рік, згідно з іншими даними[4] — до 1939 року
- 23-й полк легкої артилерії[pl] — до 1927 року
- 7-й полк важкої артилерії[pl] — 1935 рік
- 2-й дивізіон кінної артилерії[pl] — 1928 рік
- 6-й дивізіон кінної артилерії[pl] — 1936 рік
- 7-й дивізіон кінної артилерії[pl] — 1920 — травень 1938 року
- Училище підхорунжих для унтерофіцерів у Бидгощі[pl] — 1930 рік

Імовірно, саме шаблями зразка 1896 року були ті 600 «важких німецьких шабель», які поляки передали частинам УНР при підготовці ними зимового рейду 1921 року. Окрім Німеччини та Польщі, шабля перебувала на озброєнні балтійських країн, головним чином — Литви.

## Опис
Клинок сталевий, викривлений. Ефес Р-подібної форми, т.зв. «блюхеровський», руків'я робилось із ебоніту, інколи із букової деревини, після 1900 року інколи із целулоїду, через руків'я проходив поперечний гвинт. Як правило, ефес не мав отвору для темляка. Піхви сталеві, з єдиною гайкою. З 1905 року піхви задля маскування піддавалися чорнінню сталі, старі піхви фарбувались у чорний колір. У кінному строю шабля підвішувалась з правого боку сідла. З 1909 року в пішому строю шабля носилась тільки зі стройовим одностроєм, так само було і в Рейхсвері. Спочатку шабля маркувалась цифрою 1920 на хрестовині, з 12 січня 1921 року було введене маркування з двох цифр: номер роти (ескадрону, батареї) та номер зброї, таким чином, маркування 2.9 означало другу роту, шаблю № 9. У січні 1934 року таке маркування було скасовано.